# Hugo René Rodríguez
Hugo René Rodríguez (14 de març de 1959) és un exfutbolista mexicà.

## Selecció de Mèxic
Va formar part de l'equip mexicà a la Copa del Món de 1978.